# One Missed Call (serie de televisión)
One Missed Call (Serie de TV) (着信アリ (テレビドラマ) Chakushin Ari (Drama de TV)) es una serie de televisión basada en la película original.

## Argumento
Yumi Nakamura(Rei Kikukawa), una escritora de una revista de ciencia atestigua una misteriosa muerte de una chica de secundaria que recibió "una llamada perdida" en su móvil, desde dos semanas en el futuro. Lo más perturbador es el mensaje: ¡el sonido de sus propios gritos!. Yumi reúne el coraje suficiente para escarbar en el terrible misterio y poder saber quien o qué está asesinando a las víctimas.

## Reparto
| Actor/Actriz     | Rol           |
| ---------------- | ------------- |
| Kikukawa Rei     | Nakamura Yumi |
| Ishiguro Ken     | Sendou        |
| Yamashita Shinji | Akino         |
| Masu Takeshi     |               |
| Tsuda Kanji      |               |
| Iwasa Mayuko     |               |
| Chiaki Satô      |               |
| Ikkei Watanabe   |               |
| Natsuko Hoshino  | Akino Tomoka  |

- Datos: Q7092933